# Par i brott (novellsamling)
Par i brott (originaltitel Partners in Crime) är en novellsamling av författaren Agatha Christie. Detektiverna i dess handling är Tommy och Tuppence Beresford, vilka först introducerades i romanen Den hemlighetsfulle motståndaren 1922. Boken kom ut i original 1929, men den svenska översättningen utkom inte förrän 2015.
Flera av historierna är inspirerade av och parodierar samtida fiktiva detektiver, däribland Dr. Thorndyke, Sherlock Holmes, Fader Brown och Christies egen mästerdetektiv Hercule Poirot. Denna samling detektivnoveller har också ett tema som binder samman berättelserna, "en grupp korta detektivhistorier i en detektivroman".
Samlingen mottogs väl vid publiceringen med ord som den "muntraste samlingen" och med "älskvärda parodier". En recensent som var mindre imponerad sa att berättelserna var "underhållande nog". En av dem noterade att "Genom att ha två detektiver som vanligtvis är växelvis framgångsrika har hon [Christie] alltid en kontrast, mindre trubbig än 'min käre Watson'. "Hennes litterära skicklighet är i nivå med uppgiften" att parodiera på kända deckarförfattares stil. Några av de författare som parodierades på 1920-talet är sedan länge bortglömda, men en recension från 1990 kommenterade att "parodierna är inte tillräckligt skarpa för att detta ska spela någon större roll" för att förhindra njutning av berättelserna. Han noterade också att handlingen i berättelsen Dödens hus "föregriper" handlingen i en detektivroman som publicerades 1930 av Dorothy Sayers.

## Introduktion
Familjen Beresfords gamle vän Carter, från en statlig underrättelsetjänst, anländer med ett förslag till den äventyrliga duon. De ska ta över "Internationella detektivbyrån", ett nyligen utrensat spionfäste, och utge sig för att vara ägare för att kunna snappa upp alla fientliga meddelanden som kommer igenom. Under tiden kan Tommy och Tuppence ta sig an fall som denna detektivbyrå, en möjlighet som glädjer det unga paret. De anställer Albert, en ung man som också introducerades i Den hemlighetsfulle motståndaren, som sin assistent på byrån.
De två tar sig an en rad fall – och efterliknar i vart och ett av dem stilen hos en berömd fiktiv detektiv från perioden, inklusive Sherlock Holmes och Christies egen Hercule Poirot. I slutet av boken avslöjar Tuppence att hon är gravid och kommer att spela en mindre roll i spionbranschen.

## Innehåll

### En fe i lägenheten
Prudence ("Tuppence") Beresford, som är lyckligt gift med Tommy sedan sex år, är uttråkad av livet. Hon diskuterar nonchalant vilka spännande saker hon skulle vilja hända henne. Deras samtal avbryts av att mr Carter (se Den hemlighetsfulle motståndaren) anländer och ber dem att ta över Internationella detektivbyrån. Byråns chef Theodore Blunt sitter i fängelse. Carters särskilda begäran är att de ska hålla utkik efter brev på blått papper som skickats till Mr Blunt från en påstådd skinkhandlare som var angelägen om att spåra sin flyktingfru. Varje sådant brev kommer att ha en rysk stämpel med "16" skriven under. Han ber att sådana brev omedelbart ska skickas till honom.

### En kanna te
Tommys alias är Mr Blunt medan Tuppence är hans förtrogne sekreterare miss Robinson. Portieren Albert är deras kontorsarbetare. Efter att i en vecka ha vägrat ta sig an skilsmässofall, vilket Tuppence tycker är osmakligt, får de besök av Lawrence St Vincent. Han är brorson till earlen av Cheriton. Han har fallit för en ung kvinna som heter Janet och som arbetar i en hattaffär på Brooks Street. Hon har försvunnit från butiken och har inte synts till vid sitt boende. St Vincent vill att de ska hitta henne. Paret Beresford tar sig an fallet, som Tuppence löser med lätthet. Janet är en vän till henne från hennes tid som sjuksköterska under kriget och som arbetade i butiken där Tuppence gör sina inköp. Hon bad Janet att nämna "Blunt" och sedan försvinna. St Vincent ber dem att ta sig an fallet, vilket de får positiv publicitet för, och när de hittar Janet kommer hennes lycka att provocera St Vincent till ett frieri till Janet.

### Mysteriet med den rosa pärlan
Tommy sorterar en hög med kända detektivhistorier och han tycker att det skulle vara en bra idé att basera deras tekniker på stilarna hos deras fiktiva motsvarigheter. Han har köpt en bra kamera för att fotografera fotspår och "allt sånt". Nästa kund är en ung kvinna vid namn miss Kingston Bruce. Hon bor i Wimbledon med sina föräldrar och föregående kväll förlorade en av deras gäster en värdefull rosa pärla. Blunts har rekommenderats till dem av Lawrence St Vincent, som var en av gästerna.
Familjen Beresford reser till Wimbledon och träffar överste Kingston Bruce. Han berättar stolt för dem att lady Laura Barton, dotter till den avlidne earlen av Carroway, bor hos dem tillsammans med ett amerikanskt par, herr och fru Hamilton Betts, som ville träffa en adlig dam. Under ett bridgespel efter middagen gick spännet på mrs Betts pärlhalsband sönder. Hon lade ner den på ett litet bord och glömde att ta med den upp på övervåningen. Nästa morgon låg halsbandet kvar, men själva pärlan var borta. Bortsett från paren Kingston Bruce, Bett, lady Laura och St Vincent var den enda andra gästen mr Rennie, som uppvaktade miss Kingston Bruce. Hennes pappa tycker inte om honom eftersom han är socialist. Ingen har tillåtits lämna huset sedan pärlan upptäcktes vara försvunnen, förutom dottern när hon gick till Blunt. De söker igenom huset som en del av sina undersökningar.
Tommy använder sin nya kamera medan Tuppence taktfullt frågar ut tjänstefolket. De råkar höra en konversation mellan mrs Kingston Bruce och hennes dotter om att någon gömt en tesked i deras muff. Senare berättar lady Lauras franska hembiträde Elise för Tuppence att hennes arbetsgivare är något av en kleptoman och fem gånger tidigare har saker försvunnit när hon har bott hos vänner. De söker igenom lady Lauras sovrum och badrum, men fastnar tillfälligt i det senare rummet när Elise inte kan öppna dörren. Tommy tar bilder i sovrummet med Elises hjälp och berättar sedan tyst för Tuppence att han har en idé och måste gå ut för att fullfölja den. Under tiden får hon inte släppa ut lady Laura ur huset.
Tommy återvänder med kommissarie Marriot från Scotland Yard. De går raka vägen tillbaka till badrummet och skär tvålen på mitten. Inuti den finns pärlan. Anledningen till att Elise inte kunde öppna dörren var att hon hade tvål på händerna efter att ha lagt pärlan där. Bland Tommys fotografier fanns ett av hembiträdet och hon hanterade en av glasskivorna och lämnade sina fingeravtryck. Scotland Yard har identifierat henne som en försvunnen brottsling och arresterat henne. Att vara hembiträde hos en dam som misstänktes för kleptomani var den bästa täckmantel hon kunde ha haft.

### Äventyret med den lömske främlingen
Tuppence får ett paket med ett graverat cigarettetui i silver, som hon köpt till general Francis Haviland som hon körde under första världskriget. Det är hennes bröllopsgåva till honom. Tommys nedsättande kommentarer om generalen avbryts av att posten anländer och det första av de förväntade blå ryska breven. Deras genomläsning av brevet avbryts av att en storväxt man med klumpfot anländer och uppger att han är doktor Charles Bower från Hampstead. Två gånger under den senaste veckan har han kallats iväg till ett brådskande ärende, men varje gång har samtalet varit en bluff. När han kommer hem har han funnit tecken på att hans arbetsrum har genomsökts noggrant i hans frånvaro, förmodligen efter papper som rör hans studier av alkaloider. Dessa papper förvaras i en hemlig låda på hans skrivbord. Han har nu fått ytterligare en kallelse, den här gången till en patient i Bournemouth, men när han svarat på denna kallelse har han funnit att det är ännu ett lockbete. Bower förväntar sig därför att en ny genomsökning av hans arbetsrum kommer att göras ikväll och vill att Blunt ska vara där när det tredje försöket görs.
Bower ger sig av och hans klumpfot påminner Tuppence om bröderna Okewood. Tommy bestämmer sig för att vara Desmond medan hon är Francis. Deras nästa besökare är kriminalinspektör Dymchurch från Scotland Yard, en kollega till Marriot, som förstår behovet av att hålla ett öga på de blå breven och följer efter Bower. Doktorns verkliga syfte är att lura bort familjen Beresford från deras kontor den natten så att det kan genomsökas och det senaste brevet återfinnas. Tommy och Dymchurch gör upp en ny plan för att återvända till kontoret samma kväll och ta agenterna på bar gärning. De gör det, men det är en fälla, och Tommy blir bunden. Dymchurch är en utländsk agent tillsammans med flera av sina män. Bower (riktig stavning, Bauer) är en i hans gäng. Han hotar Tommy med tortyr för att avslöja var det blå brevet finns. Tommy berättar för dem att Tuppence har den och skriver ett brev där han kallar henne till kontoret. Men han undertecknar detta "Francis" och visar dem generalens bröllopspresent som bevis på att detta är hans riktiga namn och inte "Theodore Blunt". Tuppence anländer och varnad av det falska namnet på lappen har hon tagit med sig kommissarie Marriot och flera beväpnade poliser. "Dymchurch" och hans medkonspiratörer arresteras.

### Att lura kungen/En herre klädd i tidingspapper
När Tuppence läser tidningen Daily Leader bestämmer hon sig för att hon vill gå ut och dansa. En motvillig Tommy försöker avleda hennes uppmärksamhet genom att påpeka för henne det intressanta faktum att prickar på tidningens framsida anger de olika dagar då tidningen producerades, medan hans fru får syn på en annons i den personliga spalten som lyder: "Jag bär gå till tre hjärtan. 12 stick. Spader ess. Nödvändigt att lura kungen." Hon drar slutsatsen att detta syftar på Three Arts Ball nästa kväll, "12 stick" betyder klockan tolv och "Spader ess" syftar på ett något dekadent nattklubbsätande ställe i Chelsea där det är på modet att gå till efter evenemang som Three Arts Ball. Nyfiken på "Nödvändigt att lura kungen" och känner att de behöver finslipa sina detektivfärdigheter, bestämmer hon sig för att hon och Tommy ska gå på balen i kostym för att undersöka. De kommer att agera som detektiverna Tommy McCarty och Dennis Riordan.
På Spader Ess sitter paret Beresford i ett privat bås och kikar in genom dörren på de olika andra utklädda och maskerade gästerna. Båset intill intas snart av en kvinna utklädd till Alices Hjärter Dam och en man klädd som en gentleman klädd i tidningspapper. Efter en stund hör de ett skrik från kvinnan följt av att mannen skrattar och sedan ser de honom gå därifrån. Efter några minuter får Tuppence Tommy att följa efter henne in i båset och de hittar kvinnan knivhuggen i hjärtat. Hon viskar "Bingo gjorde det" innan hon dör. Nästa dag tar inspektör Marriot med sig sir Arthur Merivale, den döda kvinnans make, lady Vere Merivale, till Beresfords lägenhet. "Bingo" Hale är bekant med dem båda och han är chockad över att hans bästa vän kan ha dödat hans fru. Hale hade bott hos dem och arresterades samma morgon för mord. Merivale är förbryllad över vad motivet kan ha varit och är upprörd över Marriots antydan om att de två var älskare och att Vere hotade Hale som var uppmärksam på en rik amerikansk kvinna. Tuppence visar Sir Arthur annonsen från Daily Leader och hur de två kommunicerade med varandra med hjälp av denna enhet. Innan hon dog slet Vere av en bit av Bingos tidningsdräkt och polisen har för avsikt att matcha ihop den med den kasserade dräkten.
Marriot återvänder till Beresford med fotografier av fragmentet och den del av dräkten som det kom från. Han har den sista länken för att fälla Hale, men Tuppence känner att han är långt ifrån nöjd med denna slutsats i fallet. När han har gått märker hon att prickarna i masttoppen på de två delarna inte stämmer överens. De bjuder in Sir Arthur igen och konfronterar honom med bevisen. Tuppence berättar för honom att han också var på Spader Ess, klädd i en nästan identisk maskeraddräkt. Hale säger att han fick en lapp som bad honom att inte närma sig Vere och han lydde. Sir Arthur tog hans plats och dödade sin egen hustru. Mannen skrattar åt detta förslag och Tuppence känner igen det som samma skratt som hon hörde från båset. Marriot gömmer sig i deras lägenhet och lyssnar på honom, men Sir Arthur Merivale kastar sig ut genom ett fönster och faller mot sin död innan han kan gripas. Marriot berättar för dem att motivet inte var svartsjuka utan pengar. Vere Merivale var den som gifte sig med pengarna, och om hon hade lämnat sin man.

### Fallet med den försvunna damen
Internationella detektivbyrån får besök av den berömde upptäcktsresanden Gabriel Stavansson, som återvänt tidigt från en två år lång expedition till Nordpolen. Tommy och Tuppence imponerar på honom med sin första uppvisning av observations- och deduktiv förmåga (eftersom de läste om hans återkomst i Daily Mirror tidigare samma dag) och han anförtror sitt fall till dem.
Stavansson berättar att han innan han gav sig ut på expeditionen förlovade sig med fru Hermione Leigh Gordon, vars förste make stupade i första världskriget. Hans första tanke när han återvände var att skynda sig till London och träffa sin fästmö som hade bott hos sin moster lady Susan Clonray på Pont Street. Lady Susan blir förvånad över att se honom och svarar undvikande om var hennes systerdotter befinner sig och säger att hon flyttade mellan vänner i norra delen av landet. Stavansson och Lady Susan hade aldrig riktigt kommit bra överens, delvis på grund av hans motvilja mot tjocka kvinnor som hon, och delvis på grund av att han uppfattade att hon ogillade förlovningen. Han ber om namn och adresser på de olika personer som Hermione skulle besöka och reser norrut för att träffa dem. Ingen av dem hade nyligen haft kontakt med sin fästmö.
Lady Susan verkar uppriktigt upprörd när hon får höra denna nyhet, men ett telegram anlände medan hon och Stavansson talades vid, undertecknat av Hermione och adresserat från Maldon, där det stod att hon skulle till Monte Carlo. Stavansson reste till Maldon men kunde inte hitta henne, vilket föranledde hans besök på Blunts internationella detektivbyrå. Tommy och Tuppence tar sig an fallet och reser själva till Maldon och drar en liknande ledtråd om var den försvunna kvinnan befinner sig. Det är då som Tuppence inser att det finns två Maldons – där de befinner sig i Surrey och en annan plats med samma namn i Sussex. De reser dit och hittar ett isolerat privat äldreboende i närheten av byn. Tuppence undersöker detta spår och frågar på hemmet och får veta att de inte har någon patient som heter Mrs Leigh Gordon. Därefter utger sig Tommy för att vara en journalist som vill ha en intervju med Dr Horriston, men även han blir avvisad. Därefter råkar detektiverna höra en konversation som skickar var och en i olika riktningar. Tommy lämnar Tuppence för att hålla vakt medan han går för att ringa några telefonsamtal i byn. Vid sin återkomst delar han med sig av nyheten att Dr Horriston har ett rykte om sig att vara "en högst skrupelfri kvacksalvare..."
Efter mörkrets inbrott återvänder de två till huset. Tuppence klättrar upp för en stege till ett fönster på andra våningen, där hon ser en kvinna som är fastspänd i sängen och vrider sig i smärta. Hon känner igen kvinnan som mrs Leigh Gordon. Medan Tuppence tittar på kommer en sköterska in i rummet och injicerar kvinnan med en okänd substans. Tuppence informerar Tommy om vad hon har sett och klättrar sedan upp för stegen igen och lämnar honom att hålla utkik medan hon försöker befria kvinnan. Det går några ögonblick och Tommy rycks till av en hand på hans axel, men det är Tuppence, som har gått ut genom ytterdörren till huset. Hon informerar Tommy om att fallet är löst. Hermione Leigh Gordon är på vårdhemmet av fri vilja för ett snabbt viktminskningsprogram. Problemet var bara att Stavansson hade kommit tillbaka för tidigt, precis när hon hade påbörjat behandlingarna. De unga detektiverna känner sig dumma och går snabbt därifrån, och Tommy kommenterar att det inte finns något behov av att placera fallet i deras register, på Sherlock Holmes sätt, eftersom "det inte har några som helst utmärkande drag".

### Blindbock
Tommy får ett telefonsamtal från mr Carter som varnar honom och Tuppence att de personer som är kopplade till de ryska bokstäverna på blått papper har blivit medvetna om att de har tagit Blunts plats och att de kan förvänta sig en utveckling inom en snar framtid. Tommy föreslår att Tuppence ska vänta i tryggheten i deras hem, men hon vägrar. Tommy föreslår en övning i att följa den blinde detektiven Thornley Coltons metoder. Han tar på sig ett par svarta ögonlappar och övar (dåligt) sin medvetenhet om sin omgivning genom att använda sina andra sinnen. Tommy bestämmer sig för att han och Tuppence ska äta lunch på The Blitz hotel så att han kan öva vidare i restaurangens omgivningar.
På The Blitz får de snart sällskap av två män som har observerat paret och som säger att Blunt har pekats ut för dem, även om en av dem erkänner att han inte visste att Theodore Blunt var blind. De har varit på kontoret och fått veta att de var på lunch, och av en slump har de stannat till på samma restaurang. En man presenterar sig som hertigen av Blairgowrie och hans vän är kapten Harker. Hertigens dotter har kidnappats "under något märkliga omständigheter" som gör att han inte kan kalla in polisen, och han vill att Blunt ska följa med dem till hans hus omedelbart. Tommy går med på det, men inte förrän han druckit en kopp kaffe och gett Tuppence instruktioner om en måltid på hotellet i morgon, där han ska äta middag med den franske polisprefekten. När detta är gjort ger de sig av med Tommy och hertigen i en annan bil än kapten Harker och Tuppence.
Det är en fälla och "hertigen" är kopplad till de ryska bokstäverna. Han riktar en pistol mot Tommy och tar honom till ett gömställe där han binds fast vid en stol medan "hertigen" gläds över honom. Han berättar för Tommy att golvet i rummet de befinner sig i är av metall och nu är elektrifierat. Han ska få Tommy att gå över golvet, trots att han är blind. Om han trampar på en kontaktpunkt kommer han att dö. Han räcker honom sin vita käpp och knyter loss honom och "leken" är på väg att börja. Tommy tar kyligt fram en cigarett och tändsticka men han har förutsett fällan och tänder istället en magnesiumtråd han bär på. Lysraketen förblindar "hertigen" som sänker sin pistol och sedan befinner han sig vid spetsen av Tommys käpp, som är en svärdstav. Tommy avslöjar att hans mörka solglasögon var falska och att han har kunnat se hela tiden. "Hertigen" springer fram i raseri och kliver på en kontaktpunkt och dör omedelbart. Tommy flyr från huset och ringer Tuppence från en telefonkiosk. Hon är trygg. Tommys "order" på hotellet var i själva verket en uppsättning kodord från Clinton H Staggs berättelser om att Albert skulle hämta hjälp. Albert följde efter Tuppence, och han och polisen befriade henne från "Kapten Harker".

### Mannen i dimman
Tommy och Tuppence har haft ett bakslag och misslyckats med att lösa sitt senaste fall med ett stulet pärlhalsband. I stället grep den lokala polisinspektören gärningsmannen. Efter att ha dragit sig tillbaka för att slicka sina sår med cocktails på ett hotell träffar de en gammal bekant, Mervyn Estcourt, känd som "Bulger", som är i sällskap med den berömda skådespelerskan Gilda Glen. Hon är känd för sin skönhet och ryktas vara känd för sin brist på intelligens. Miss Glen verkar förbryllad över Tommys Fader Brown-förklädnad och Tommy bekräftar tvetydigt hans detektivmeriter. Vägbeskrivningen från Bulger till vägen tillbaka till stationen inkluderar en promenad längs Morgan's Avenue. Miss Glen blir förskräckt av detta råd och Bulger skrattar åt hennes övertygelse om att vägen i fråga är hemsökt av spöket av en polis som dödades och ändå går sin spöklika takt. Miss Glen ger sig hastigt iväg. Bulger berättar att hon är förlovad med Lord Leconbury, som möter skådespelerskan utanför dörren till hotellet. Bulger ger sig av strax därefter och Tommy får ett meddelande från miss Glen som ber om hans hjälp och att han ska besöka henne i Vita huset, Morgan's Avenue, klockan 18.10.
En sjaskigt klädd och aggressiv ung man stormar in på hotellet. Han sätter sig nära Tommy och Tuppence och berättar för dem att hans namn är James Reilly och att han är en pacifistisk poet som är förälskad i Gilda. Hon brydde sig en gång om honom, men gör det inte längre sedan hon förlovade sig med Lord Leconbury. Fortfarande arg går han därifrån lika plötsligt som han kom. Tommy och Tuppence promenerar till Morgan's Avenue i en tjock dimma. Tuppence blir förskräckt när en polis dyker upp ur dimman i närheten av Vita huset. När hon återhämtat sig ser hon Reilly gå in i huset. Poliskonstapeln bekräftar att huset är mrs Honeycotts bostad och att han sett någon som liknar miss Glen gå in där några minuter tidigare.
När de är på väg in i huset hör de ett skrik och Reilly springer ut och lämnar vad som ser ut som röd färg från hans hand på en grindstolpe när han gör det. De två går in i huset och möter hembiträdet Ellen som är upprörd över Reillys besök. Sedan träffar de Mrs Honeycott. Hon misstar Tommy för en riktig präst och ber honom om hjälp med Gilda som är hennes syster. Ungefär tjugo år tidigare, vid sjutton års ålder, gifte hon sig med en man mot sin familjs vilja, och vill nu skiljas för att gifta sig med Lord Leconbury. Hennes man vägrar att uppfylla hennes önskan, trots att giftermålet ägde rum för så länge sedan att Mrs Honeycott inte kommer ihåg vad han hette. Hon bekräftar att det var Reilly som hon såg rusa uppför trappan och lika snabbt ner igen. Tommy ber att få bli visad upp på övervåningen där de hittar Gildas kropp, hennes huvud intryckt på ena sidan av ett trubbigt instrument. Tuppence hämtar polismannen utifrån. Förhör avslöjar att Mrs Honeycott hörde sin syster komma in i huset klockan åtta minuter över sex när hon ställde om huvudklockan. Detta stämmer överens med den tid då polisen själv såg skådespelerskan komma in, strax innan Tommy och Tuppence gick uppför Morgan's Avenue.
Nästa dag blir Reilly arresterad och Tommy och Tuppence träffar hans advokat mr Marvell. Reilly insisterar på att kvinnan var död när han kom in i hennes rum. Det skulle betyda att antingen Ellen eller Mrs Honeycott dödade henne. Tommy inser plötsligt att ingen inne i huset såg Gilda komma in, de hörde bara dörren öppnas. Dessförinnan befann sig de två kvinnorna i köket där de inte kunde se eller höra någon komma in med nyckel. Bara för att de hörde dörren smälla bevisar det ingenting. Det kunde lika gärna ha varit någon som lämnade huset, som den polis de såg vid grinden och som bär en batong, som skulle fungera som det trubbiga redskap som behövdes för att utföra dådet, särskilt som polismannen var Gildas make sedan länge tillbaka.

### Prasslaren
Det går bra för Blunts detektivbyrå. Tommy anser att de kan behöva ett större kontor, delvis för att få plats med det hyllutrymme som behövs för att förvara Edgar Wallaces klassiska böcker om de ska kunna kopiera hans detektionsmetoder. Kommissarie Marriot kallar på de två detektiverna med sitt uppdrag för dem: Ett stort antal välförfalskade enpundssedlar är i omlopp och han vill att de ska spåra källan. West End verkar vara utgångspunkten i England, och några har kommit från andra sidan kanalen. Polisen är särskilt intresserad av major Laidlaws verksamhet, som är involverad i hästkapplöpningskretsar. Han och hans franska fru verkar ha mycket pengar. Även om det kan vara en tillfällighet har ett stort antal av sedlarna kommit från en spelklubb som används av Laidlaws och detta, tillsammans med kapplöpningen, kan vara ett idealiskt sätt att distribuera förfalskningarna. En annan vän till Laidlaws är Lawrence St Vincent (från En kanna te ovan) och Marriot tror att han kan introducera Beresfords i uppsättningen.
Tommy och Tuppence gör upp planer för att fånga huvudskurken av förfalskarna, eller "Prasslaren" som Tommy kallar honom, uppkallat efter ljudet från en prasslande sedel. De två är snart förskansade i Laidlaws vänkrets. Förutom Laidlaws själva är Laidlaws franske far, M. Heroulade, föremål för misstankar. De observerar hur lappar skickas av Laidlaws för att lägga sina vad. Bland varje bunt sedlar finns några förfalskningar. Marguerite Laidlaw är en slående kvinna och har en rad beundrare. Bland dem finns en förmögen amerikan på besök vid namn Hank Ryder som berättar för Tommy att hon är rädd för sin man. Ryder lägger också märke till de förfalskade sedlarna, eftersom hans bank avvisade dem.
Nästa kväll är Tommy på spelklubben. Mrs Laidlaw ger honom små sedlar som han ska växla in mot en av en högre valör. Bland dem finns flera förfalskningar. Hans misstankar riktas mot M. Heroulade, men hans uppmärksamhet fångas när han lämnar klubben och hittar Hank Ryder berusad på gatan utanför. I sitt sluddriga svammel berättar han för Tommy hur mrs Laidlaw tog med honom på en skattjakt, som inkluderade ett besök i Whitechapel, där hon "hittade" femhundra pund. Tommy tar med Ryder till stadsdelen och huset de besökt tidigare. Eftersom raden av radhus ser identisk ut, kritar Tommy ett litet kors vid bakdörrens botten innan de går in. Ryder tror att han hör någon komma och går ut igen för att undersöka saken. Tommy går längre in i huset och hittar förfalskningsgänget och Prasslaren själv – Hank Ryder.
Ryder tillfångatar Tommy och berättar för honom att han markerat varje dörr med ett kryss. Ryders tillfredsställelse avbryts när Marriot och polisen rusar in i rummet och arresterar gänget. Tommy berättar för Ryder att när han kritade dörren tömde han en flaska valeriana på marken, vilket lockade grannskapets katter till lukten. Detta var hans förutbestämda tecken till Albert, som på hans order följde dem till Whitechapel.

### Mysteriet på Sunningdale
Tommy tar med Tuppence på lunch där han bestämmer sig för att efterlikna smaken och vanorna i "Mannen i hörnet" med Tuppence i rollen som Polly Burton. För att testa sina förmågor som denna detektiv har han tagit med sig ett urklipp från en tidning om det senaste fallet som är känt som Sunningdale-mysteriet.
Kapten Anthony Sessle och Mr Hollaby, affärspartners och medlemmar i Sunningdale Golf Club, spelade en hel golfrunda på banan på en onsdag och bestämde sig sedan för att spela några hål till innan det blev mörkt. När de närmade sig utslagsplatsen för det sjunde hålet såg Hollaby Sessle prata med en mystisk kvinna i brun kappa. De gick samtalande bort på en sidoväg och efter en stund dök Sessle upp igen. Något hade gjort honom upprörd för hans spel föll isär och två hål senare gav Sessle upp och gick iväg ensam, förmodligen till sitt bungalowhem. Existensen av kvinnan i brunt, Sessles tillfälliga avfärd med henne och hans efterföljande dåliga spel bevittnades av två andra medlemmar som befann sig bakom dem på banan.
Morgonen därpå hittades Sessle död på sjunde hålet, stucken med en hatnål genom hjärtat. Polisen hittade kriminaltekniska bevis på mannen som ledde dem till att spåra en ung kvinna vid namn Doris Evans. Hon arresterades och berättade en historia om hur hon träffat Sessle på en biograf. Han bjöd in henne till sin bungalow en dag då, som hon senare fick veta, hans fru och tjänare skulle vara borta. Den aktuella dagen mötte mannen henne när han kom hem från golfbanan. Han betedde sig konstigt och föreslog sedan en promenad och tog med henne till golfbanan. På sjunde hålet blev han plötsligt galen och tog fram en revolver, vilket vilt antydde en självmordspakt. Doris kom ur hans grepp och sprang iväg. Det har framkommit att Sessle och Hollabys försäkringsverksamhet är i likvidation och att medlen har förskingrats.
Över deras bord kontrar Tuppence med att Doris inte mördade mannen, eftersom väldigt få kvinnor nuförtiden använder hattnålar. Det tyder på att en man som inte var insatt i mode begick brottet och försökte sätta dit en kvinna. Tommy kommer snart ihåg att det nära det sjunde hålet på banan finns en liten hydda, och de två pratar om möjligheten att kvinnan i brunt kan ha varit en förklädd man. Detta får dem att undra vilken man. Kopplat till Tuppences teori om att förskingraren av företaget inte var Sessle utan Hollaby och hans son, spekulerar de i att kvinnan var Hollaby Junior i förklädnad. De rekonstruerar brottet: Hollabys förklädde son lockar iväg Sessle inför ögonen på de andra två spelarna på banan. Han hugger honom med en hattnål och gömmer kroppen i en hydda och byter om till den dödes rock. De två vittnena på banan ser på avstånd försämringen i hans spel och "Sessle" går sedan till sin bungalow där han träffar Doris Evans som avtalat och går igenom en rad handlingar som leder till att den oskyldiga kvinnan arresteras.
Paret Beresford undrar hur de ska kunna övertyga polisen om rimligheten i deras teori. Kommissarie Marriot sitter vid bordet bredvid och lyssnar uppmärksamt på dem. Han var misstänksam mot Hollabys och lovade att sätta igång efterforskningar.

### Dödens hus
Familjen Beresford får besök av en välklädd ung kvinna, Lois Hargreaves från Thurnly Grange. En vecka tidigare fick hennes hushåll en chokladask anonymt via posten. Eftersom hon inte tyckte om choklad åt hon ingen och följaktligen var hon den enda som inte blev sjuk efteråt. Orsaken var arsenikförgiftning och detta är den tredje förekomsten i området av en sådan gåva och dess efterverkningar. Det som oroar miss Hargreaves är att pappret som chokladen var inslagen i återanvändes från ett tidigare paket som skickats till Grange, vilket framgår av ett litet klotter av tre sammanflätade fiskar som hon ritade på det. Förgiftaren är alltså någon i hennes eget hem.
Miss Hargreaves är en rik arvtagerska. Hon ärvde sin förmögenhet från sin moster, den förmögna änkan Lady Radclyffe. Lady Radclyffe hade bjudit in Lois att bo hos henne och hon gjorde alltid klart för Lois att hon hade för avsikt att lämna huvuddelen av sin egendom till Dennis Radclyffe, hennes avlidne makes brorson. Efter ett gräl med den unge mannen ändrade hon i tysthet sitt testamente till förmån för Lois. Tre veckor tidigare, när hon fyllde 21, skrev Lois ett testamente där hon lämnade sina pengar till Dennis. Han bor på Grange med henne, liksom Miss Logan, en gammal dam som är kusin till Dennis och en före detta följeslagare till Lady Radclyffe. Mary Chilcott, en gammal skolkamrat till Lois, bor också på Grange. Tjänarna är en kokerska, en kökspiga, en salongspiga som heter Ester och en äldre piga som heter Hanna.
Nästa dag planerar Tommy och Tuppence att resa ner till Grange. Innan de går läser de nyheten att Lois är död, dödad av ett gift som också påverkade Dennis och miss Logan. Källan är fikonpasta i smörgåsar som äts av de tre men inte av Mary Chilcott, som är opåverkad. De träffar Dr Burton som tar hand om patienterna och som berättar att Dennis dog tidigt på morgonen. Läkaren har ännu inte identifierat giftet, men det var inte arsenik. De får veta att Dennis var ute när smörgåsarna åts upp till te. Tuppence upptäcker att en av pigorna såg honom dricka en cocktail och får tag i glaset innan det diskas.
När de talar med alla i huset möter de Hanna, som citerar mörka rader från skrifterna och bringar eld och svavel över alla inblandade. Hon har en gammal bok om gifter och mediciner av Edward Logan, miss Logans far, en pionjär inom serumterapi. De bekräftar detta från den sjuka gamla damen. Tuppence lägger märke till att hon har en massa små nålstick på armen.
De besöker dr Burton och får reda på att giftet är ricin och drar slutsatsen att miss Logan är mördaren. Nålsticken på armen kommer från injektioner av små mängder av giftet som hon har gett sig själv för att bygga upp immuniteten. Som närmast anhörig till Dennis skulle hon ärva. Den nästan galna Hannah hör denna anklagelse och rusar sedan in i miss Logans rum och attackerar henne, vilket startar en brand i processen. Tommy kväver lågorna, men chocken av denna händelse får miss Logan att dö. Dr Burton bekräftar att cocktailglaset innehöll spår av ricin.

### Ett vattentätt alibi
Tommy och Tuppences senaste klient är en personlig, rik, men något tjock ung man vid namn mr Montgomery Jones. Han har träffat en australiensisk kvinna vid namn Una Drake som han har blivit våldsamt förälskad i. På tal om deras gemensamma kärlek till detektivhistorier har hon slagit vad med honom om att han inte kan bryta ett alibi som hon har satt upp för sig själv. Hon har gått med på att om han vinner kan han be henne om vad han vill, och det är hans avsikt att be henne om hennes hand i äktenskap. Montgomery Jones vet mycket väl att han inte är känd för sin intelligens och ber Beresfords att ta sig an uppgiften åt honom.
Alibiet är att miss Drake föregående tisdag åt middag på en restaurang i Soho, såg en föreställning i West End och sedan åt middag med en mr le Marchant på Savoy Hotel. Samtidigt övernattade hon på Castle Hotel i Torquay och återvände till London nästa morgon. Beväpnad med ett fotografi av miss Drake och kännedom om kommissarie Frenchs metoder, intervjuar Tommy och Tuppence mr le Marchant, som bekräftar att han var tillsammans med den unga damen under en del av den aktuella kvällen. Han uppger att miss Drake fällde en konstig kommentar om att hon var i Devonshire samtidigt, vilket han anser vara konstigt eftersom en vän till honom var på Castle Hotel och verkligen trodde att han såg henne där. De två undersöker restaurangen i Soho (där man inte kan identifiera den unga kvinnan). De reser till Torquay där de hittar gott om bevis för att miss Drake var på hotellet hela natten och att hon reste till resorten när hon var i London. Tillbaka i London förhör de till slut några personer som såg Una på Savoy, och även hennes rumskamrat och städerska, som båda intygar att hon tillbringade natten i sin egen säng.
Familjen Beresford arbetar hela kvällen med att lösa problemet, men erkänner att de har svårt att lösa problemet. Tuppence sover på problemet och nästa morgon vaknar hon av en blixt av inspiration och skickar iväg ett telegram för att testa sin idé. Senare samma dag återvänder hon till deras kontor med lösningen – Una har en tvillingsyster som, enligt telegrammet till Australien, anlände till England dagen före händelserna i fråga. De roliga systrarna tyckte att det skulle vara ett roligt skämt att lura Montgomery Jones med.

### Kyrkoherdens dotter / Hemligheten på Red House
Det är strax före jul när en ung dam vid namn Monica Deane besöker Blunts agentur. Hon och hennes fattiga invalidiserade mor, som är änka, ärvde ett hus av en välbärgad syster till fadern. De förväntade sig att få ärva lite pengar också, men till deras förvåning blev det inte mycket. De ville inte sälja huset, eftersom det var gott om plats för dem jämfört med deras lilla lägenhet. De planerade att öppna huset för betalande gäster för att dryga ut sin inkomst. Allt gick bra ett tag tills det började inträffa konstiga händelser som bilder som föll från väggar och porslin som krossades när ingen var i rummet - en poltergeist, som skrämde bort deras gäster och deras inkomster. En dr O'Neill från Sällskapet för parapsykologisk forskning har besökt dem och erbjudit sig att köpa huset av dem för att fortsätta sina undersökningar. Monica är dock säker på att han är den yngre mannen (nu förklädd) som tidigare lagt ett bud på huset. Den andra som bor i huset nu är Crockett, en äldre piga hos Monicas moster som har en ung brorson som hon är mycket stolt över.
Tommy och Tuppence reser till "Röda huset" och påbörjar sina efterforskningar med misstankar om att den gamla damen hade gömt pengar i byggnaden som skulle förklara att resten av hennes förmögenhet var försvunnen. Tommy gör ett besök på den lokala banken och får reda på av bankchefen att mostern tog ut alla sina pengar innan hon dog. Under täckmantel av potentiella köpare utforskar de huset och Monica ger dem papper från sin moster. Innan de hinner undersöka dessa närmare hör de ett brak och hittar en kanna och ett handfat som är trasiga i ett rum ovanför. De frågar snabbt ut Crockett och märker att hon är andfådd. De nämner för henne att de tänker köpa huset. Monica får strax därefter ett meddelande från "Dr O'Neill" om att hans eget erbjudande har ökat. Det är uppenbart att den gamla pigan är den som skapar "oroligheter" och att "doktorn" är hennes brorson, som försöker få tag på huset så att han kan undersöka platsen för den försvunna förmögenheten.
Tommy och Tuppence tittar igenom papperen och inser att ett av dem innehåller ett pusselanagram. De löser det och lösningen är "potatis". En annan av artiklarna, på temat recept, hänvisar till tricket att gräva ner färskpotatis i en burk för att hålla den fräsch till vintern; De inser att detta är deras led. De frågar trädgårdsmästaren för att se om den gamla damen någonsin använde denna teknik och får reda på att hon gjorde det. De gräver på platsen och hittar flera burkar med potatis och i en av burkarna en påse som innehöll tvåhundra pund i guldsovereigns, tjugotusen pund i sedlar och ett pärlband av dyrbara pärlor. Monica Deane och hennes mor kommer att få sin förmögenhet, och Deanes och Beresfords kommer att fira en god jul.

### Ambassadörens stövlar
Blunts agentur får besök av Randolph Wilmott, USA:s ambassadör i Storbritannien. Han kom tillbaka från en resa till sitt hemland för en vecka sedan. Strax efter hans återkomst informerade hans betjänt honom om att hans resväska, som var märkt med hans initialer, av misstag hade tagits av en annan passagerare ombord på fartyget med samma initialer – senator Ralph Westerham, också från USA – men snabbt återlämnats av den mannens betjänt. Det förbryllande är att Wilmott träffade Westerham i går och senatorn förnekade misstaget och uppgav att han inte hade något sådant föremål i sitt bagage under resan över Atlanten. Wilmott vet att det är en trivial fråga, men hans nyfikenhet har väckts och han vill att byrån ska undersöka saken.
På Wilmotts inbjudan besöker paret Beresford den amerikanska ambassaden och talar med Richards, ambassadörens betjänt, som bekräftar grunderna i den historia som ambassadören berättar. Strax innan den andre betjänten ropade efter väskan hade han börjat packa upp den och skymtat dess innehåll. Den innehöll stövlar och toalettsaker, och en burk badsalt. Tommy undrar om ambassadörens väska kan ha manipulerats under resan och Richards minns incidenten med en ung dam vid namn Eileen O'Hara som blev sjuk precis utanför ambassadörens hytt, och han var tvungen att hämta en läkare åt henne och lämnade hytten ensam. När han kom tillbaka med läkaren verkade patienten må bra.
Tommy bestämmer sig för att deras nästa åtgärd är att annonsera för att Miss O'Hara ska träda fram, även om de riskerar att sätta henne på sin vakt om hon var inblandad i att manipulera utrustningsväskan. Två dagar senare visar Albert in en miss Cicely March som svarat på annonsen, men innan hon hinner berätta vad hon vet blir de avbrutna av en stor, mörk man med spanskt utseende som håller upp en pistol. Han har följt efter miss March efter att ha känt igen henne som passagerare på fartyget och han misstänker att hon är på väg att blanda sig i hans planer. Innan han hinner göra verklighet av något av sina hot blir han attackerad av Albert och avväpnad. Tommy kastar ut honom och bestämmer sig för att inte blanda in polisen.
Ensam med Tommy berättar miss March en historia om hur hon också hade sett incidenten med miss O'Hara på passagerarfartyget: När den förment sjuka kvinnan trodde att hon var ensam och obemärkt gick hon in i mr Wilmotts hytt och stoppade något i fodret på en stövel genom en springa som hon skar upp. Bekymrad över vad hon hade gjort med stöveln, gick miss March senare in i den tomma hytten och drog ut föremålet ur fodret. Det var en papperslapp med verser från Bibeln; Men så sent som igår, av en slump, blev pappret blött och avslöjade dold skrift som ser ut som ritningar över en hamn. Pappret är tillbaka på hennes arbetsplats – en skönhetssalong på Bond Street där hon är USA:s agent för preparat som används vid skönhetsbehandlingar. Tommy lämnar en lapp till Tuppence, och han och miss March går till hennes skönhetssalong.
Tommy förbereder sig för att ta en taxi och märker att taxin precis har vägrat att ta emot en körning längre ner på gatan och eftersom han misstänker att de är övervakade insisterar han på att gå till Bond Street. Väl framme passerar de genom butikens framsida, förbi en kvinnlig kund och två väntande män, och går in i ett bakre kontor där Tommy omedelbart blir påhoppad. Räddningen är dock omedelbar eftersom kvinnan längst fram i butiken är Tuppence och de två männen är poliser varnade av Tommys lapp. Han lade märke till ett uttryck av besvikelse i miss Marchs ansikte, när deras angripare vid agenturen hade övervunnits, och han insåg, att hon befann sig i fiendens läger. Han hade också räknat ut att det inte var ambassadörens väska som var viktig. I stället var en annan väska i ambassadörens ägo i en timme eller två, och kringgick därmed tullen på grund av diplomatisk immunitet. Tommy fördröjde deras ankomst till salongen för att ge Tuppence och polisen tid att komma dit först. De söker igenom lokalerna och hittar burkar med badsalt som innehåller kokain.

### Mannen som var nummer 16
Carter gratulerar paret Beresford till deras framgångar på byrån, men han varnar dem för att Moskva har blivit misstänksamt mot att deras agenter inte har hört något och att de har skickat en man för att undersöka saken. Agenten är känd för dem, eftersom han har orsakat dem problem tidigare, men han är mästare på förklädnad och lingvistik. Han är också upphovsmannen till "Nr. 16"-koden och de förväntar sig att han ska dyka upp hos Blunt - även om han aldrig har träffat den riktiga Theodore Blunt och inte vet att Tommy har utgett sig för att vara honom. Familjen Beresford får andra kända koder att hålla utkik efter och ombeds att samarbeta så mycket de kan med "Nr. 16" för att hjälpa Carter att komma åt honom. De två går tillbaka till agenturen där de upptäcker att alltför många blad har rivits ut ur en kalender så att den nu visar datumet som söndagen den sextonde, vilket är sex dagar framåt. Albert berättar för dem att det bara kunde ha gjorts av en klient som väntade en stund på dem den morgonen – en sjuksköterska på sjukhuset.
Efter en kort stund kommer en annan kund in – en ljus, skäggig man som går under namnet prins Vladiroffskij och som börjar använda de koder som Carter har gett dem. När paret Beresford blir förhörda berättar de för honom att förräderi är på gång. "Nr. 16" antar att Tuppence är en agent känd som "Marise" och föreslår att hon ska äta lunch med honom på Blitz Hotel, och att de sedan ska träffa Tommy senare på högkvarteret. De går därifrån och Tommy kommunicerar med mr Carter, vars män har lyssnat på samtalet på kontoret. På Blitz äter "prinsen" och Tuppence middag, serverade av servitörer, varav några är poliser i förklädnad. De åker sedan upp i hissen till "Prinsens" svit, men när de inte dyker upp en stund senare säger hissmannen till Tommy och mr Carter att han tagit dem till en annan våning istället. De har setts gå in i rummet hos en mrs Van Snyder från Detroit och när de bryter sig in i detta rum finner de rummets invånare bunden och försedd med munkavle. "Nr 16" förde Tuppence in i ett angränsande rum som bokats av en invalidiserad fransman och hans sköterska (fler agenter från nr 16) och flydde den vägen med Tuppence som gisslan, drogad och förklädd till invalid.
Tommy blir förtvivlad vid tanken på vad som kan hända med Tuppence. Albert försöker muntra upp honom och påminna honom om Tuppences uppfinningsrikedom. När Tommy pratar med Albert får han en idé och skyndar sig tillbaka till Blitz där han och en av Carters män återvänder till mrs Van Snyders rum. De hittar damen som fortfarande återhämtar sig på sängen. Under bolstret på sängen hittar Tommy Tuppence – han insåg att det inte fanns tillräckligt med tid för att binda och sätta munkavle på mrs Van Snyder, droga Tuppence och förklä henne till fransman. Därför måste hon fortfarande ha varit i rummet och mindes bolstret som ett gömställe från barndomens lekar och såg det som det enda stället hon kunde vara på. Han demaskerar också "Nr. 16" – förklädd till mrs Van Snyder. Tuppence återhämtar sig snabbt och de två bestämmer sig för att ge upp agenturen, efter att Tuppence berättat för en förtjust Tommy att hon väntar barn.

## Litterär betydelse och mottagande
Recensionen av boken i Times Literary Supplements nummer den 17 oktober 1929 tycktes erkänna verkets skämtsamma karaktär när den konstaterade att "Mrs Christie har gett episoderna en underhållande twist genom att föreslå att de två kompanjonerna i 'Blunts Briljanta Detektivbyrå' vid varje tillfälle antar metoden, sättet att tala, och det synsätt som någon välkänd skönlitterär detektiv föredrar. Holmes, Thorndyke, Fader Brown och till och med Poirot parodieras på ett älskvärt sätt, och en eller två gånger är lösningen såväl som dialogen medvetet skämtsam."
Recensionen i The New York Times Book Review den 22 september 1929 inleddes med att konstatera: "Att på ett adekvat sätt beskriva en sådan bok som denna är ingen lätt sak. Det är en grupp korta detektivhistorier i en detektivroman, för det finns en ganska skissartad, men ändå uppslukande intrig som håller ihop de enskilda berättelserna. Hela boken och de enskilda berättelserna kan uppfattas som dråpliga burleska eller parodier på samtida detektivromaner, eller så kan de uppfattas som seriösa försök från författarens sida att skriva berättelser på samma sätt som några av konstens mästare. I vilket fall som helst är de helt klart värda besväret." Recensionen drog slutsatsen att "Resultatet är den gladaste samling detektivhistorier som vi har haft turen att stöta på."
The Scotsman skrev den 16 september 1929:
Detektivromaner, liksom matematik, tenderar att utveckla ett eget språk som för den oinvigde kan vara lite besvärligt. Det är inte så mycket en fråga om "blånäsad automatik" och annan jargong i detektivromanens hantverk; Problemet är att många av författarna verkar ha små kunskaper i engelska och inte kan få sina karaktärer att tala naturligt. Agatha Christie är ett anmärkningsvärt undantag. I denna novellsamling har hon kommit på den geniala idén att låta sina två amatördetektiver ... att lösa sina problem på samma sätt som olika hjältar i detektivromaner. Detta gör det möjligt för henne att parodiera olika författares metoder ... på ett sätt som är högst njutbart, ty hennes litterära skicklighet är vuxen uppgiften. Samtidigt är berättelserna genuint detektivhistorier. De är välgjorda och geniala. Författaren har humorns räddande nåd och hon låter inte sina detektiver vinna alltför lätt. Genom att ha två detektiver som vanligtvis är växelvis framgångsrika har hon alltid en kontrast, mindre trubbig än "min käre Watson".
Daily Express-numret den 10 oktober 1929 gav boken en recension av ett par rader som drog slutsatsen att berättelserna "inte riktigt höll hennes nivå, även om de är tillräckligt underhållande".
Robert Barnard beskrev boken som: "Tommy och Tuppence i en serie noveller som parodierar deckarförfattare och deras metoder. Många av dessa är sedan länge bortglömda, men parodierna är inte tillräckligt skarpa för att det ska spela någon större roll. Dödens hus föregriper lösningen av Dorothy L. Sayers Oskuld och arsenik".

### Referenser till andra verk

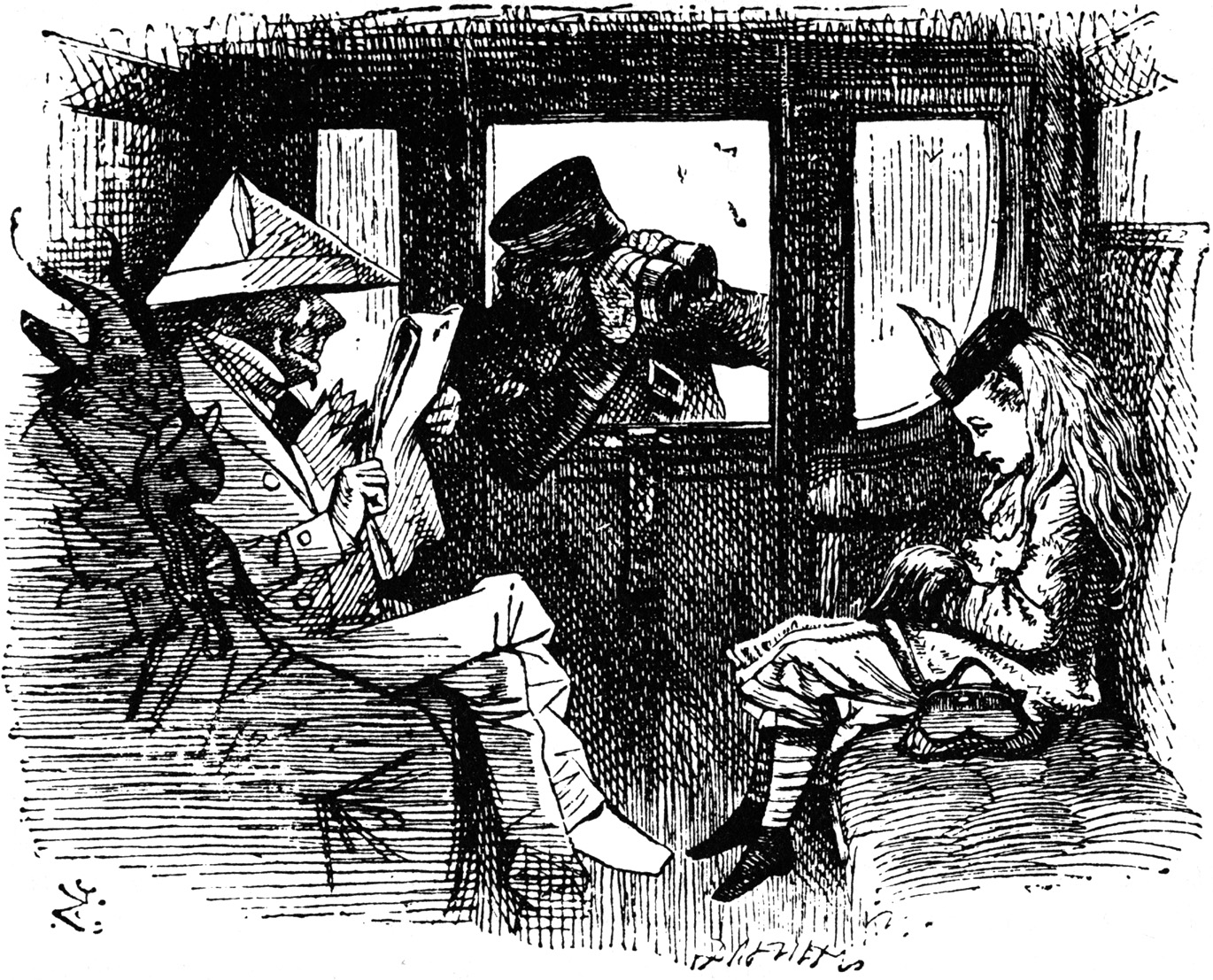
Illustration från Alice i Spegellandet